# Yucay (distrito)

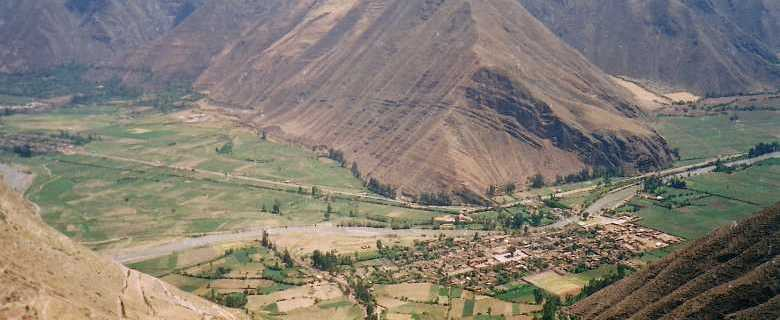
Urubamba

O distrito peruano de Yucay  é um dos 7 distritos da Província de Urubamba, este, situa-se no Departamento de Cusco, pertencente ao Departamento de Cusco, Peru.

## Transporte
O distrito de Yucay é servido pela seguinte rodovia:
- PE-28B, que liga o distrito de Lucre (Cusco) à cidade de Ayna (Ayacucho) [2][3][4]